# Arco de Jerez (Zafra)

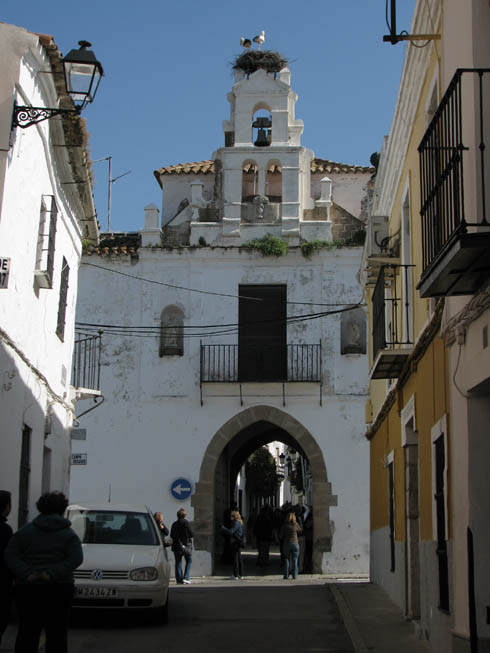
Arco de Jerez de Zafra (vista extramuros).

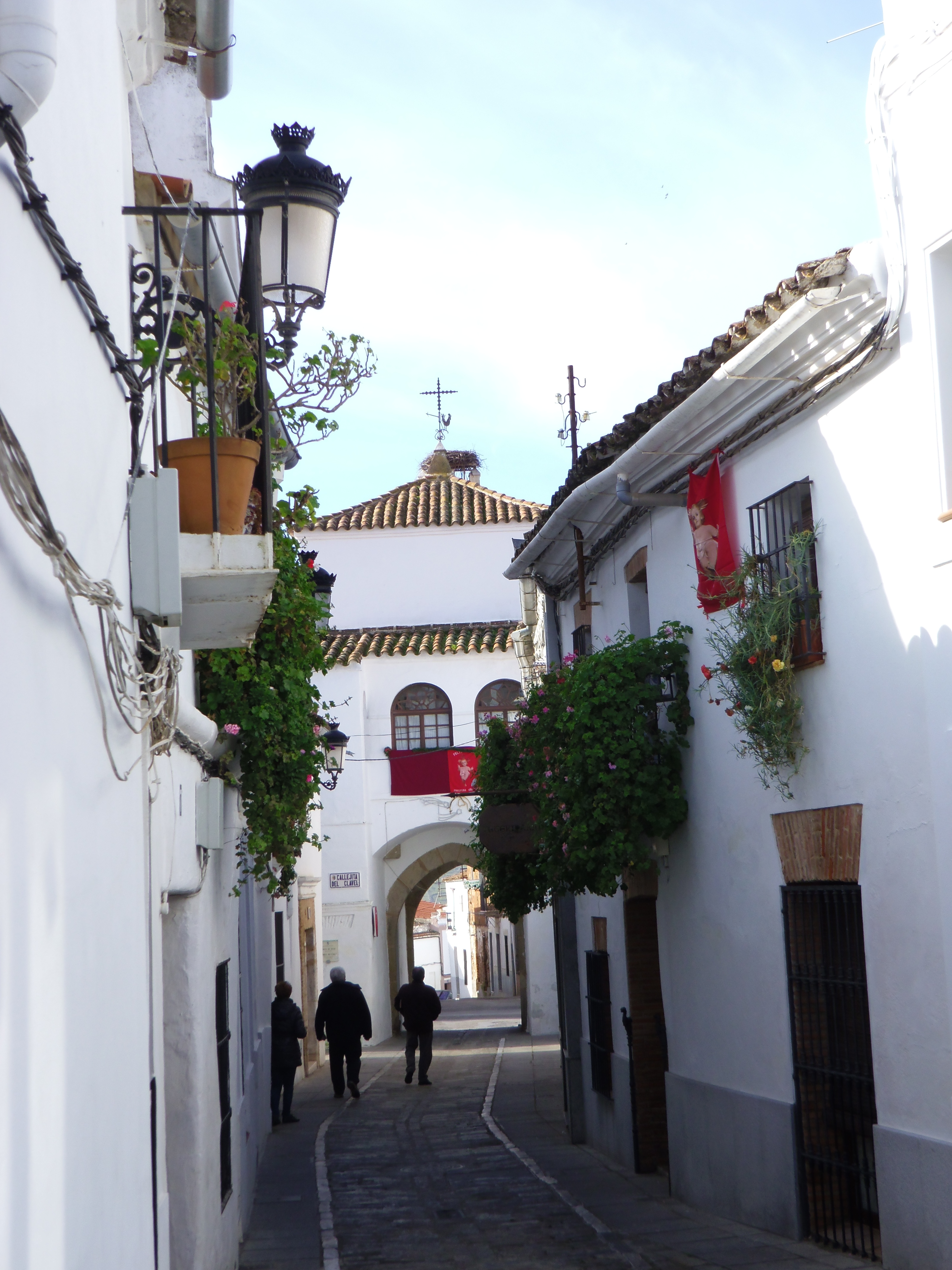
Arco de Jerez de Zafra (vista intramuros).

El arco de Jerez de Zafra es la única puerta que se conserva como tal de las que tuvo la muralla que en 1426 comenzara a construir el primer Señor de Feria, Gomes I Suárez de Figueroa. Corresponde a la puerta oeste de la otrora villa de Zafra y toma su nombre de la bella villa pacense de Jerez de los Caballeros. 
Sobre el arco se sitúa una capilla cuya titular es la Virgen de la Caridad, pero que la ciudad conoce como capilla del Cristo de la Humildad y Paciencia, imagen de gran devoción popular que se procesiona los Miércoles Santo por las calles de la Zafra antigua.En la cara extramuros llaman la atención las imágenes de los santos patronos del gremio de los zapateros y el pie castellano, una unidad de medida. 
Como todo edificio u obra pública, a lo largo de su longeva existencia ha sufrido múltiples modificaciones y restauraciones.
La primera foto, a la izquierda, muestra el arco de Jerez tal como era a comienzos del siglo XX por su cara extramuros, la que daba al Campo del Rosario.La segunda fotografía, a la derecha, lo muestra tal como es en la actualidad, por su cara intramuros que se sigue con la calle Jerez.El Arco del Cubo de Zafra corresponde a la que fuera puerta norte de la villa de Zafra, la Puerta de Badajoz, quizás la más importante de las que tuvo la villa. El arco en sí es obra tardía (siglo XVII) pues la antigua puerta estaba en el torreón anejo el arco, en el cual se encuentra la figura ecuestre de Santiago Matamoros (los Feria estuvieron muy unidos a la Orden de Santiago) y debajo de la misma el arco de la que fue la verdadera puerta.
Al salir por dicho arco nos encontramos con la iglesia del Rosario y prácticamente en las afueras de la actual ciudad de Zafra. Al entrar por él nos adentramos en la calle de Tetuán que nos llevará hasta la plaza Grande. En esta calle hay importantes casonas, entre ellas la que fuera Hospital de San Ildefonso, uno de los tres hospitales de la Zafra ducal, y antes de desembocar en la citada plaza Grande muestra su fachada principal la iglesia de la Candelaria. Actualmente la zona del arco luce restaurada, habiéndose recuperado la fisonomía original del arco y de un sector de la muralla de Zafra.
En la época medieval Zafra se sitúa en la línea fronteriza que dividía los reinos taifas de Sevilla y Badajoz, por lo que en 1030 se construye con fines defensivos un castillo en la Sierra de Castellar . De la misma manera, el segundo titular del señorío, Don Lorenzo Suárez de Figueroa empieza poco a poco a hacer de Zafra el centro del Señorío de Feria y continua así la construcción de la muralla, empezada a construir por su padre, la cual tenía como función tanto la defensa como la fiscalización de los vecinos, comerciantes y viajeros; la construcción duró desde 1426 hasta 1449.